# Anthracothorax mango
Anthracothorax mango là một loài chim trong họ Trochilidae.

## Hình ảnh

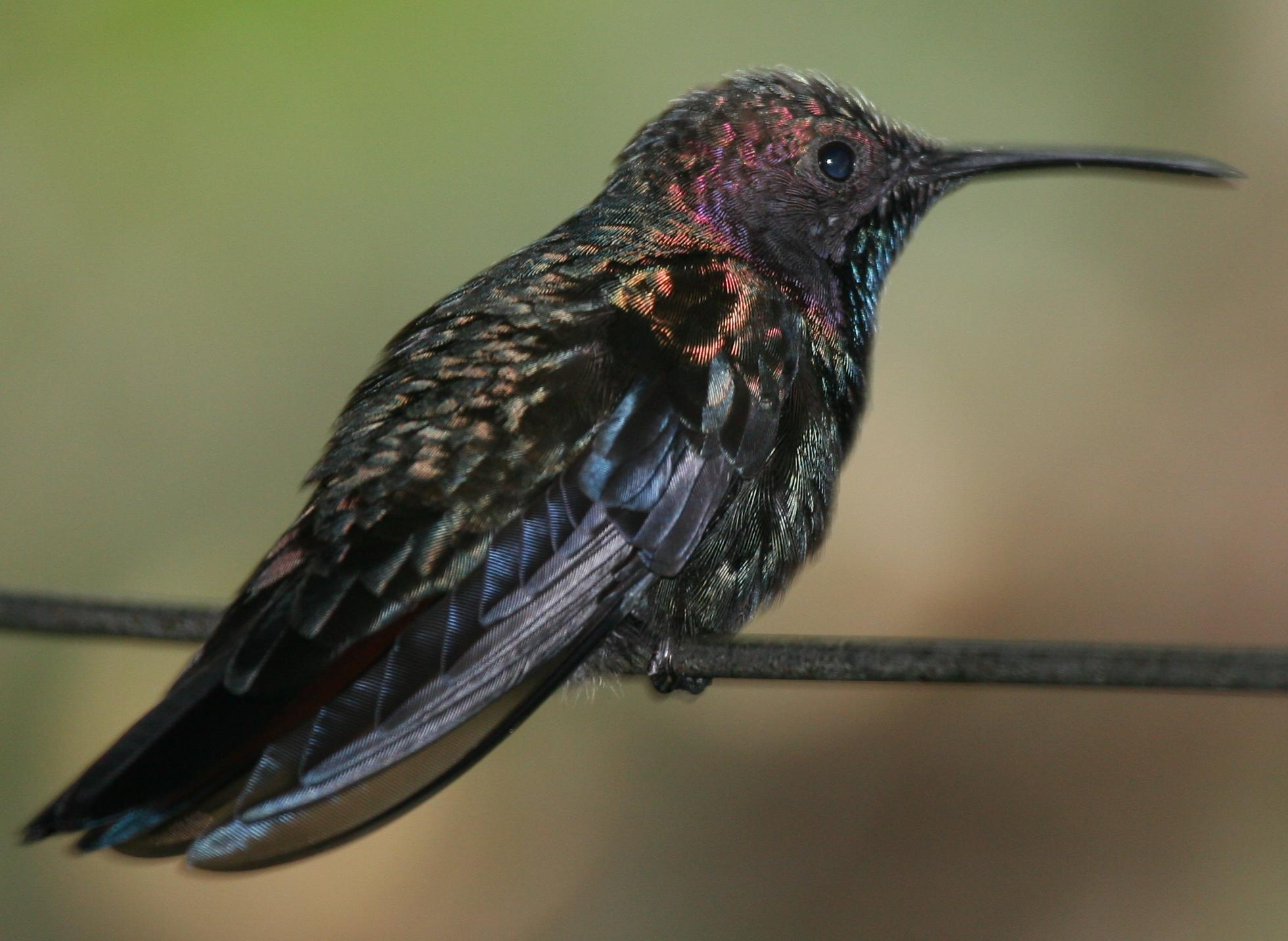
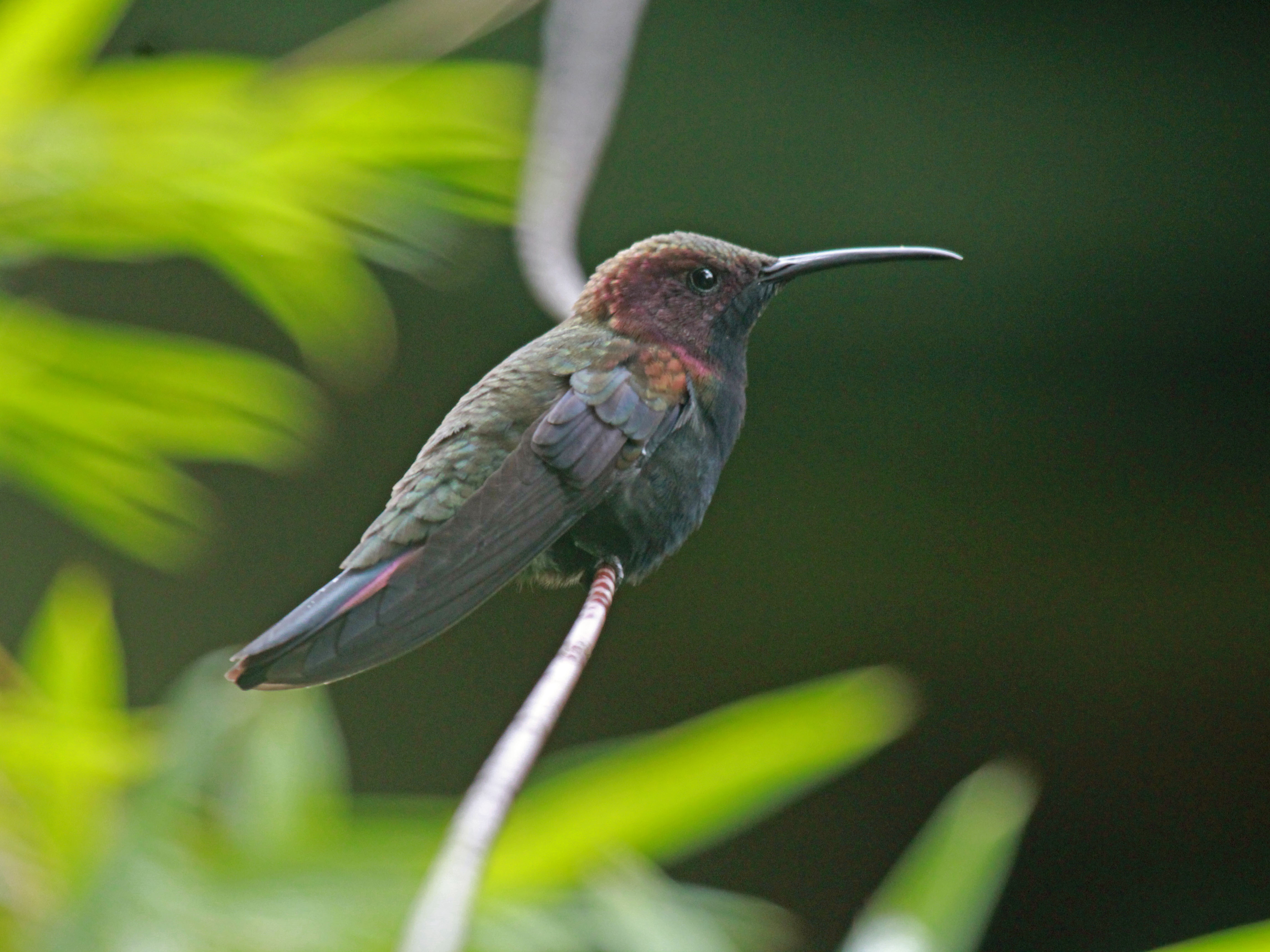